# Trimerotropis fontana
Trimerotropis fontana es una especie de saltamontes perteneciente a la familia Acrididae. Se encuentra en Norteamérica.